# David George Kendall
David George Kendall (Ripon, 15 de janeiro de 1918 — Cambridge, 23 de outubro de 2007) foi um matemático britânico.
Foi eleito membro da Royal Society em 1964.